# سنجاب قرمز

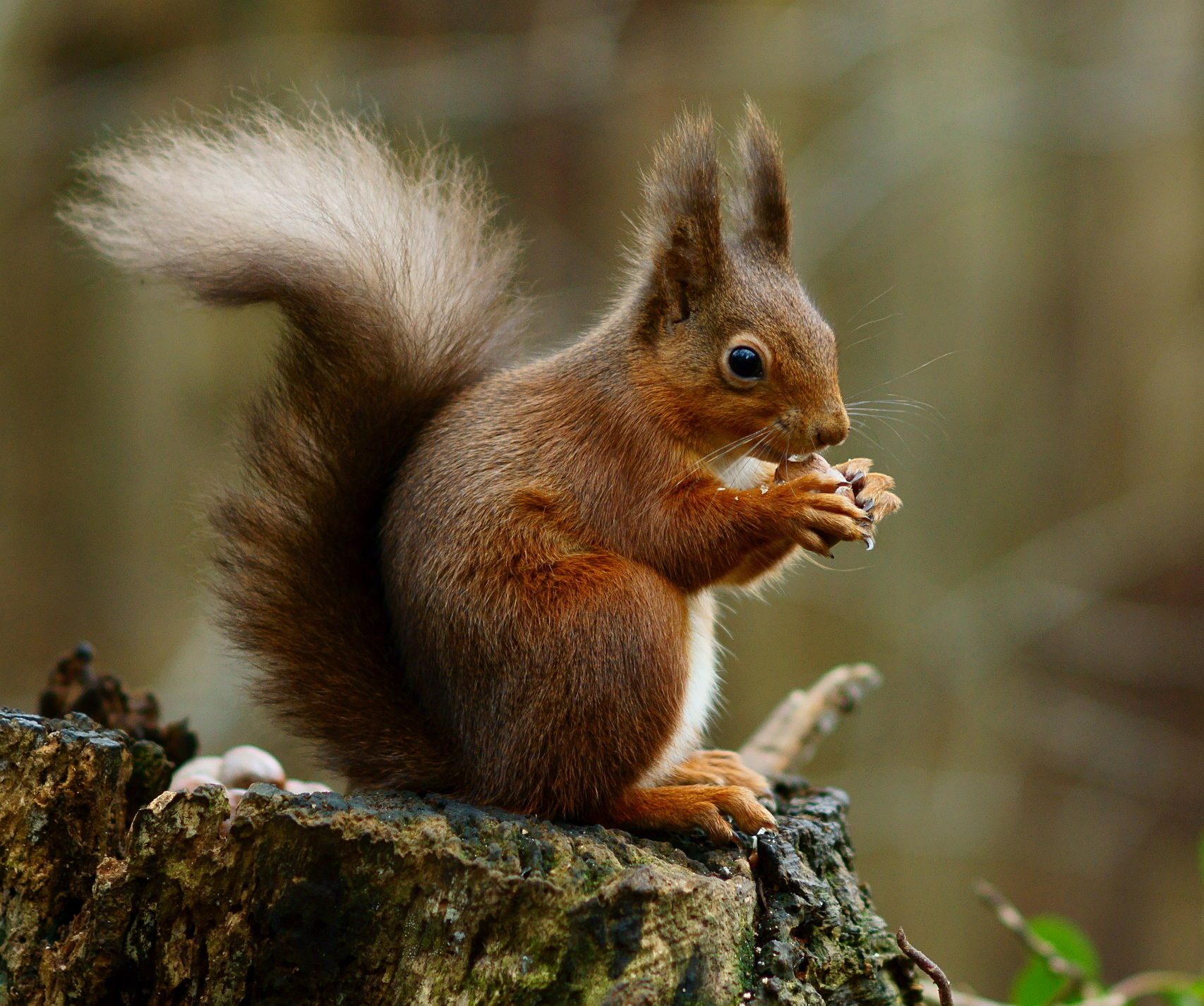
سنجاب قرمز

سنجاب قرمز یا سنجاب قرمز اروپایی (Sciurus vulgaris) گونه‌ای سنجاب است که در بیشتر نقاط اروپا و شمال آسیا زندگی می‌کند. سنجاب قرمز جانوری درخت‌زی و همه‌چیزخوار است.
در بریتانیا، ایتالیا و ایرلند ورود گونه غیربومی سنجاب خاکستری شرقی (از آمریکا) موجب کاهش شدید جمعیت این حیوان شده است.
سنجاب قرمز بیشتر در صبح و غروب فعال است. پستاندارانی که توانایی بالا رفتن از درخت دارند مثل سمور جنگلی، گربه وحشی و قاقم و پرندگان شکاری مثل جغد، قوش و سنقر مهمترین شکارچیان این حیوان هستند.
وزن سنجاب قرمز بین ۲۵۰ تا ۳۴۰ گرم و طول سر و بدن آن ۱۹ تا ۲۳ سانتی‌متر و طول دم آن ۱۵ تا ۲۰ سانتی‌متر است، زمان بارداری جنس ماده این جانور بین ۳۸ تا ۳۹ روز است.